# Mangochi
Mangochi – miasto w Malawi, w Regionie Południowym. W 2018 zamieszkiwane przez 53,5 tys. osób.
Przemysł spożywczy i odzieżowy.